# Demetrios (Antigonide)
Demetrios (altgriechisch Δημήτριος Dēmḗtrios; † 181 v. Chr.) war ein makedonischer Prinz aus der Dynastie der Antigoniden. Er war ein Sohn von König Philipp V. und dessen namentlich nicht bekannter zweiter Frau.
Demetrios lebte nach dem zweiten makedonisch-römischen Krieg (200–197 v. Chr.) sechs Jahre als Geisel in Rom, wo er bei den Bürgern und Stadtoberen beliebt wurde. Nachdem mehrere griechische Staaten Anklagen gegen seinen Vater beim römischen Senat vorgebracht hatten, wurde Demetrios 184 v. Chr. erneut nach Rom entsandt, wo er seinen Vater erfolgreich gegen die Ankläger vertrat. Dabei wurde er vom Senat mit höchsten Ehren behandelt, der ihm sogar das Angebot unterbreitete, ihn als nächsten makedonischen König anzuerkennen, statt seines älteren Bruders Perseus.
Dadurch zog Demetrios allerdings das Misstrauen seines Vaters und des Bruders auf sich. In den folgenden Jahren stand er in engem persönlichen Kontakt zu Titus Quinctius Flamininus, der ihn angeblich in der Thronfolge unterstützte. Perseus klagte Demetrios schließlich des Mordversuches an sich an; als Beweis diente ihm ein abgefangenes Schreiben des Flamininus, in dem Demetrios zu der Tat aufgefordert wurde. König Philipp glaubte der Anklage und ordnete eine geheime Exekution an, um keine Unruhe unter den Makedonen aufkommen zu lassen. Demetrios musste Gift trinken; als dieses nicht schnell genug wirkte, wurde er erstickt. 
Römische Historiker wie zum Beispiel Titus Livius gaben später an, dass der belastende Brief von Perseus selbst fingiert wurde. Angeblich soll König Philipp die Fälschung später entdeckt haben, worauf er die Hinrichtung seines Sohnes bereut habe.